# 羅翔 (演奏家)
羅翔（英語：Steven Law，3月17日—），香港結他演奏家。

## 簡介
2013年獲邀代表香港參與2013國際指彈結他藝術節（IFSGF），成為全球僅13名獲邀的演奏家之一。
羅翔作為香港指彈先驅，他擅於改編流行歌曲並用簡單而創新的方式演奏，同時他亦於個人網站上免費提供大量完整曲譜等教材。
羅翔所用的演奏方式，融合了古典音樂的嚴謹性及高超的技巧表現，成為了香港知名的結他演奏家之一。
羅翔於2015年與Lakewood Guitars達成協議，成為其代言人並獲得該產商的贊助。

## 外部連結
- 官方網站 （页面存档备份，存于）